# Otto Maier
 Otto Robert Maier, född den 4 november 1852 i Ravensburg, död den 16 december 1925 i Ulm, var en tysk författare och brädspels- och pusselkonstruktör.
Maier började sin författarkarriär 1883 och gav ut instruktionsböcker för hantverkare och arkitekter.  
Maier grundade sedan företaget Ravensburger. Företaget gav ut bland annat bilder- barn- och faktaböcker. Idag är de mest kända för produktion av pussel och sällskapsspel. Maier gjorde sitt första brädspel 1884 som fick namnet Resa runt om i världen. De första spelen på andra språk än tyska gavs ut av Maier år 1911.